# Xiphocentron ilionea
Xiphocentron ilionea là một loài Trichoptera trong họ Xiphocentronidae. Chúng phân bố ở vùng Tân nhiệt đới.